# مسعود امینی تیرانی
مسعود امینی تیرانی (زاده ۱۸ فروردین ۱۳۵۰) کارگردان فیلم، مستندساز و مدیر فیلمبرداری است. او در فیلم‌هایش توجه ویژه ای به فرم در سینما دارد.

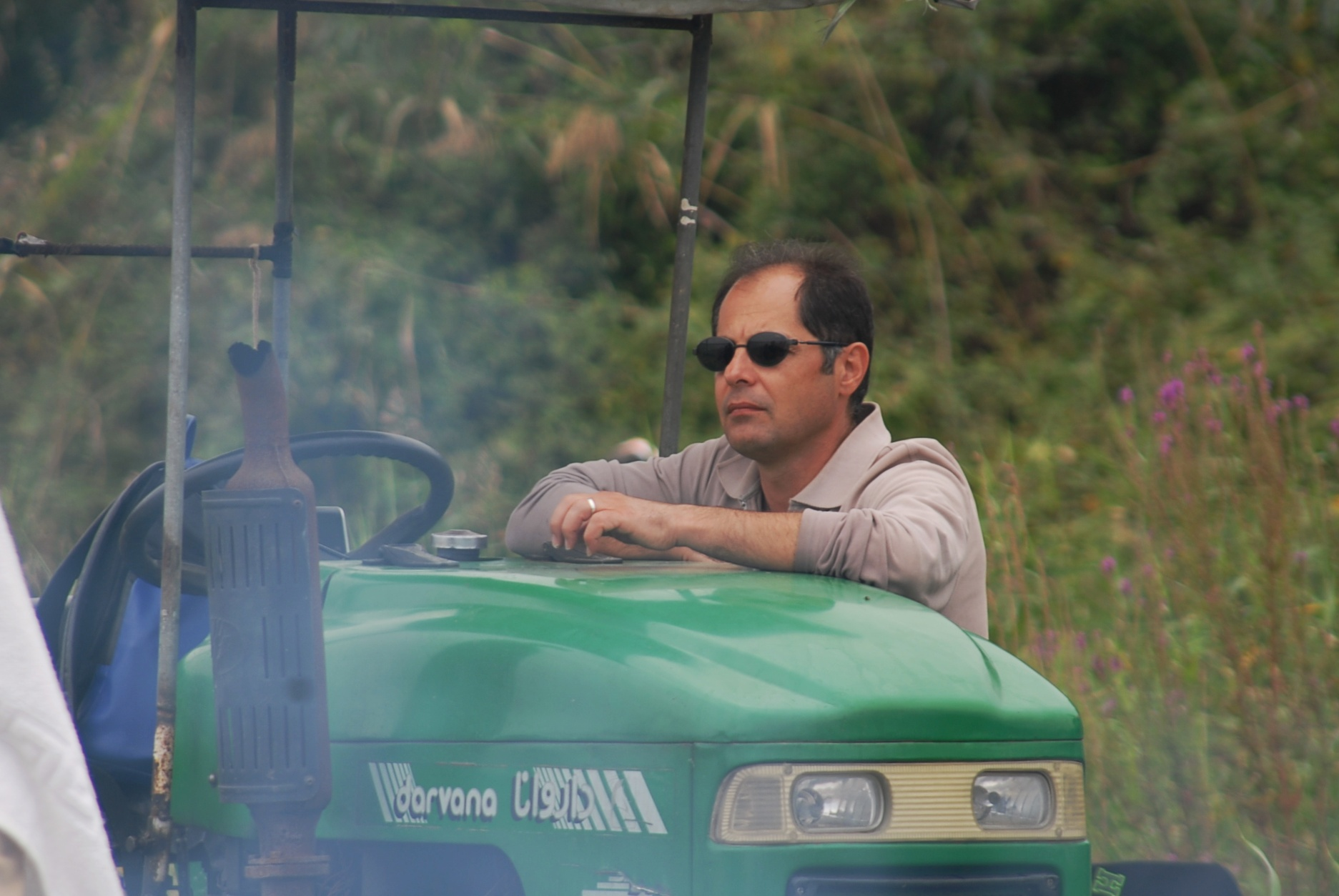
مسعود امینی تیرانی در پشت صحنه فیلم مرا رها نکن

## زندگینامه هنری
امینی تیرانی در سال ۱۳۵۰ در نجف‌آباد به دنیا آمد. فیلمسازی رادر سال ۱۳۶۵ با ساخت چند فیلم کوتاه در انجمن سینما جوان نجف آباد آغاز کرد. وی فارغ‌التحصیل رشته سینما گرایش فیلمبرداری از دانشگاه هنر تهران است.

## فیلم‌شناسی

### کارگردان
- سه روز و سه قتل (۱۳۹۹)
- بیداری برای سه روز (۱۳۹۲)
- مستندهای دور مشو، خاک حافظه، ملالی نیست، زارچ، فیروز آباد، در جستجوی گوهر شب چراغ،
- فیلم‌های تجربی و کوتاه داستانی یونس، داوود، شب، غبارآلوده‌ها، نوبت پنجره هاست، باران

### مدیر فیلمبرداری

#### سینما
- آه سرد (۱۴۰۱)
- جنگل پرتقال (۱۴۰۱)
- سه روز و سه قتل (۱۳۹۹)
- خورشید آن ماه (۱۳۹۹)
- لیپار (۱۳۹۹)
- شهر خاموش (فیلم)(۱۴۰۱)
- شهربانو (۱۳۹۸)
- دشت خاموش(۱۳۹۸)
- سازهای ناکوک (۱۳۹۹)
- ابر بارانش گرفته (۱۳۹۸)
- پالتو شتری (۱۳۹۷)
- ضربه فنی (۱۳۹۷)
- پاسیو (۱۳۹۶)
- گرگ‌بازی (۱۳۹۶)
- ترومای سرخ (اسماعیل میهن دوست)
- یک دزدی عاشقانه (۱۳۹۴)
- بیداری برای سه روز (۱۳۹۲)
- سفر زمان (۱۳۹۱)

### مدیر فیلمبرداری فیلمهای کوتاه
- وضعیت اورژانسی (مریم اسمی خانی)
- همستر (فاطیما نوفلی)
- جونده به کارگردانی نوید صولتی
- موناکو به کارگردانی آرمان خوانساریان
- اوایی از ایران به کارگردانی فربد اردبیلی
- آدم پران به کارگردانی امیررضا جلالیان
- تاریکی به کارگردانی سعید جعفریان
- اکسیدان به کارگردانی عباس نظامدوست
- مدار بسته به کارگردانی مرتضی عباسیان
- بازگشت به کارگردانی سهیلا گلستانی
- زندگی معمولی آقای مظفری به کارگردانی عباس نظامدوست
- پل به کارگردانی وحید حسن‌زاده

### تلویزیونی
- بهار نارنج به کارگردانی مرجان اشرفی زاده
- وزنه‌های بی وزن به کارگردانی مجید شیخ انصاری
- ماه در سایه به کارگردانی سعید ابراهیمی فر
- در جستجوی مینا به کارگردانی امیرشهاب رضویان
- تابستان عزیز به کارگردانی امیر شهاب رضویان
- ستاره من به کارگردانی حسین سهیلی زاده
- قفل یعنی کلید به کارگردانی مرجان اشرفی زاده

## نگارخانه

فیلم کوتاه جونده
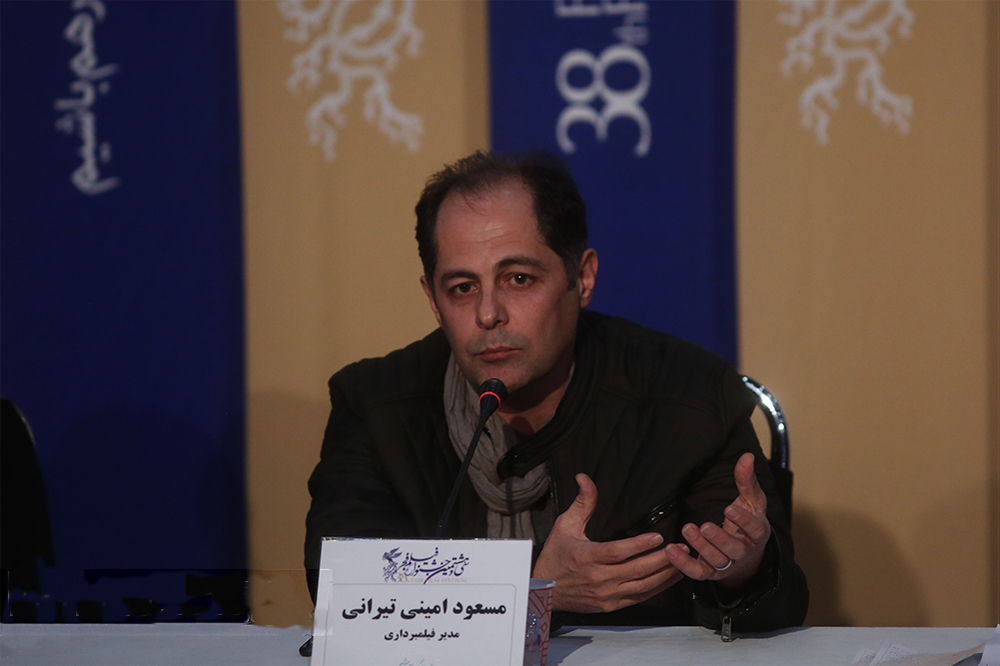
کنفرانس مطبوعاتی پس از نمایش ابر بارانش گرفته در جشنواره فیلم فجر ۱۳۹۸